# Männö udd

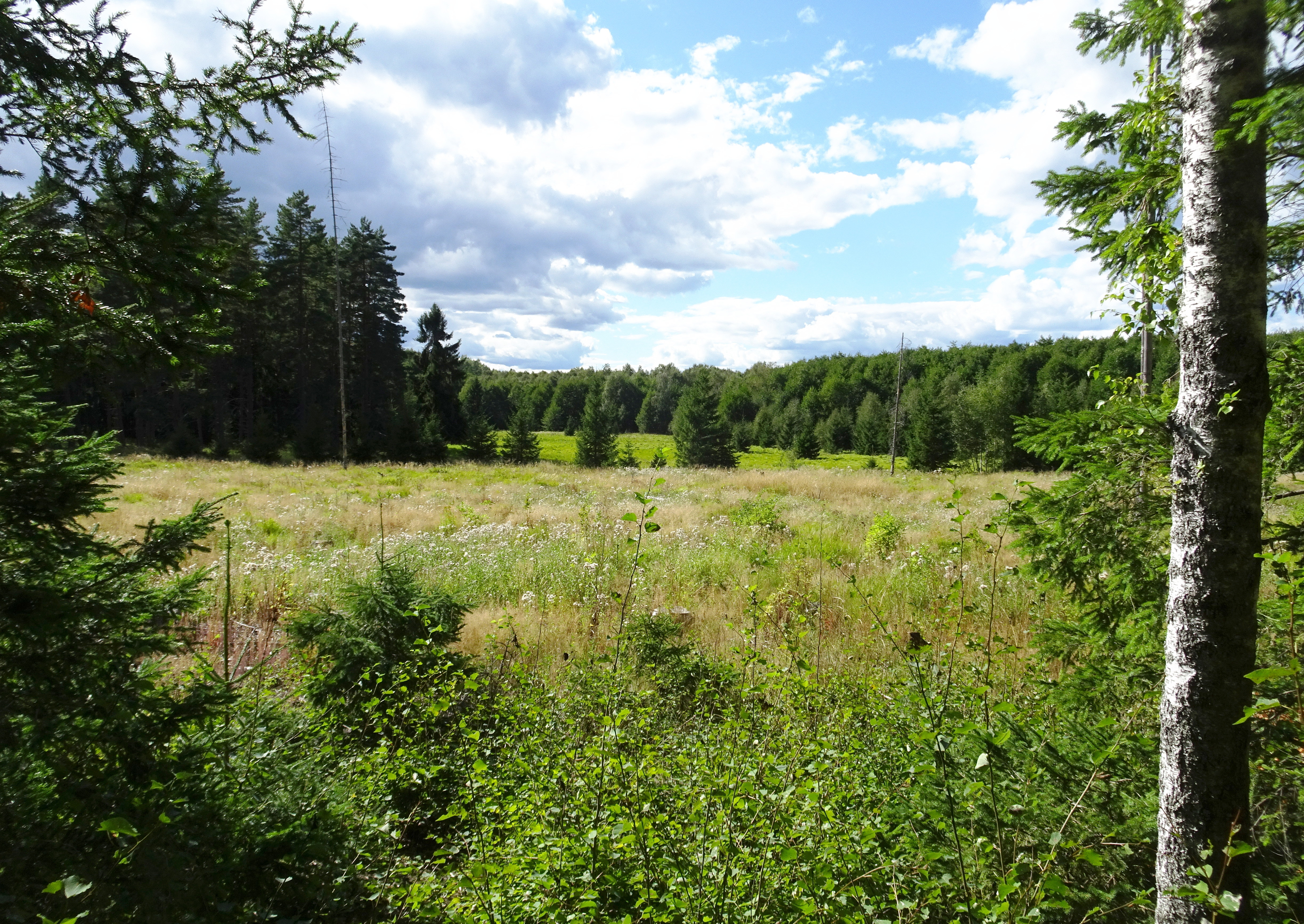
Landskapet vid gamla sundet, idag ett kärr, mellan Männö och Männö udd, augusti 2020.

Männö udd (även Männö) är en halvö i Bornsjön. Halvöns norra del ligger i Botkyrka kommun och den södra i Salems kommun, Stockholms län. Området är en del av Bornsjöns naturreservat.

## Natur
Männö är belägen i Bornsjöns östra del och är den ena av Bornsjöns två större halvöar. Gränsen mellan kommunerna Botkyrka och Salem löper i nord-sydlig sträckning över området. Den inre delen av halvön är geomorfologiskt intressant genom Uppsalaåsens sträckning som här är hög och med ett skarpt krön. Större delen av Männö består av en stor isälvsavlagring med mäktiga dödisgropar.
Tvärs över halvön sträcker sig ett kärrområde, som kan passeras på en cirka 400 meter lång spång. På vikingatiden var den yttre delen av halvön en vattenomspolad ö i Bornsjön. Av sundet mellan ön och fastandet återstår idag kärret som bildades genom den postglaciala landhöjningen. Den tidigare öns högsta punkt når cirka 50 meter över havet. På denna strategiskt viktiga plats finns en av Mälardalens bäst bevarade fornborgar, Männö borg (RAÄ-nummer Salem 299:1).

## Männös torp

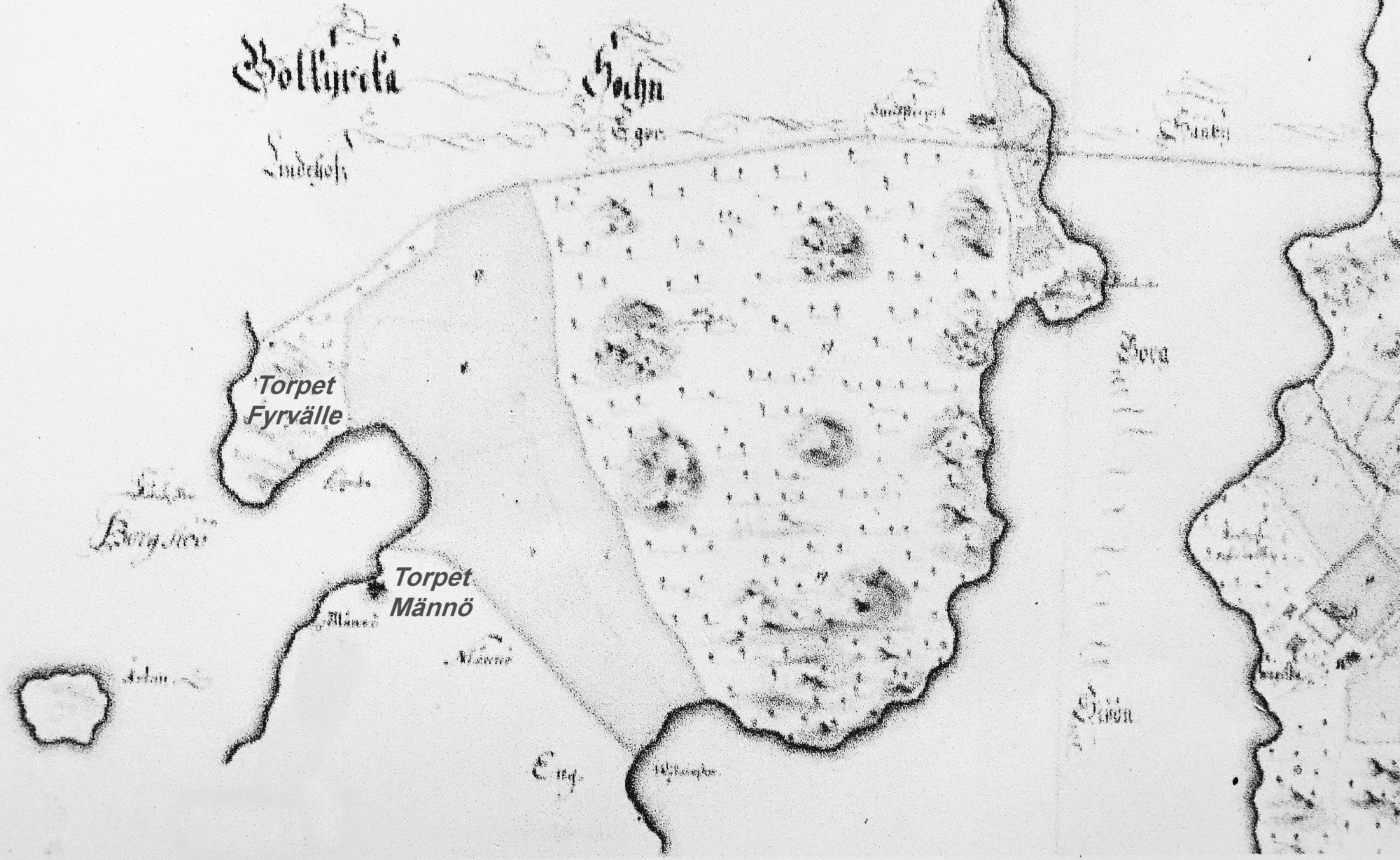
Torpen Männö och Fyrvälle, karta 1712.
Norr är till vänster

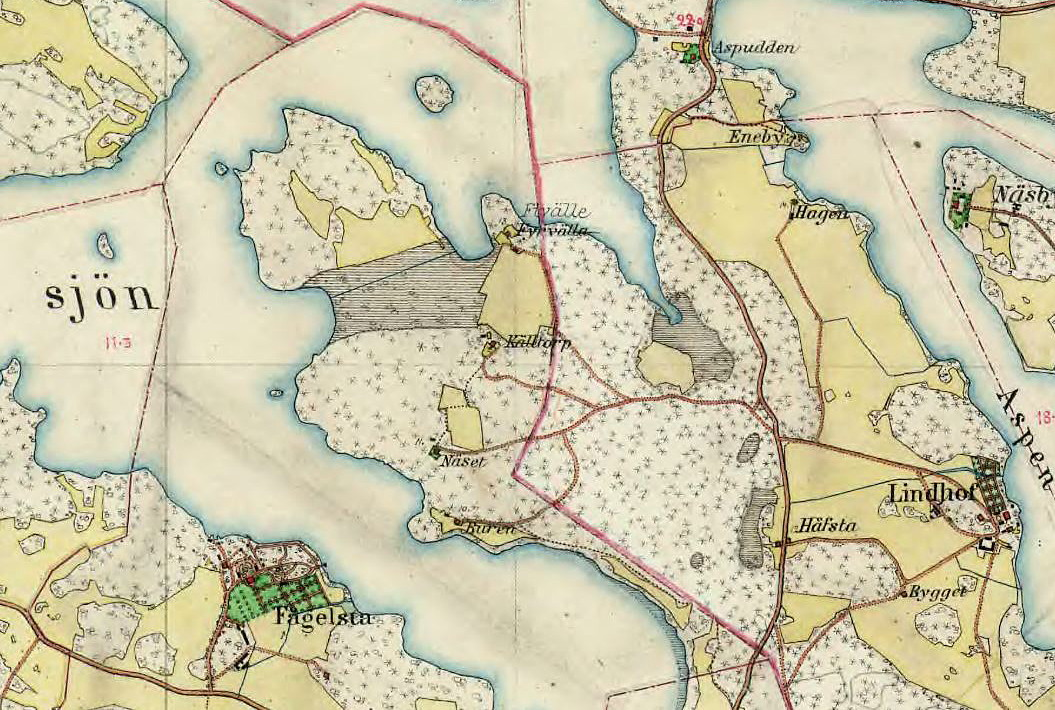
Männö udd på Häradsekonomiska kartan, 1900–1905.

Diken och små gläntor visar på att delar av den nuvarande skogsmarken var uppodlade för inte så länge sedan. På en karta från 1902 återfinns inte mindre än fyra torpställen inritade. Bland dem märks det numera försvunna torpet “Männö“, som är känt ända sedan 1421 och var vid den tiden prebendetorp. På 1550-talet beboddes Männö av prästen Lars på Strängnäs stift. 
Efter reformationen skänktes Männö av staten till Vällinge gårds ägare Dionysius Beurræus. I mitten av 1600-talet tillhörde torpet  Sturehov respektive Fågelsta gård. År 1854 bodde här organisten C.O. Söderberg (född 1819) som utövade sitt hantverk på Salems kyrka. Torpet revs vid sekelskiftet 1900. Idag återstår av Männö gamla tomt två överväxta husgrunder och en terrassering inom ett område av cirka 70x50 meter. Lämningen är ett fornminne med RAÄ-nummer Salem 193:1.
Ett annat boställe var “Fivälle” (eller Fyrvälle) som revs i början av 1900-talet och som på 1660-talet var torp under Skårby gård och under senare tid hörde till Fågelsta gård. På 1800-talet gick stället under namnet “Fågelsta fiskartorp“. Efter “Fivälle” finns en bevarad husgrund i gråsten. När torparepoken var över har skogsforskning bedrivits på den gamla odlingsmarken.
"Källtorp" låg mitt på Männö, på Salems sida, ganska nära den sockengränsen. Ytterligare ett torp var "Näset" som fanns cirka 500 meter sydväst om Källtorp. Båda lydde under Fågelsta.

### Bilder, Männö

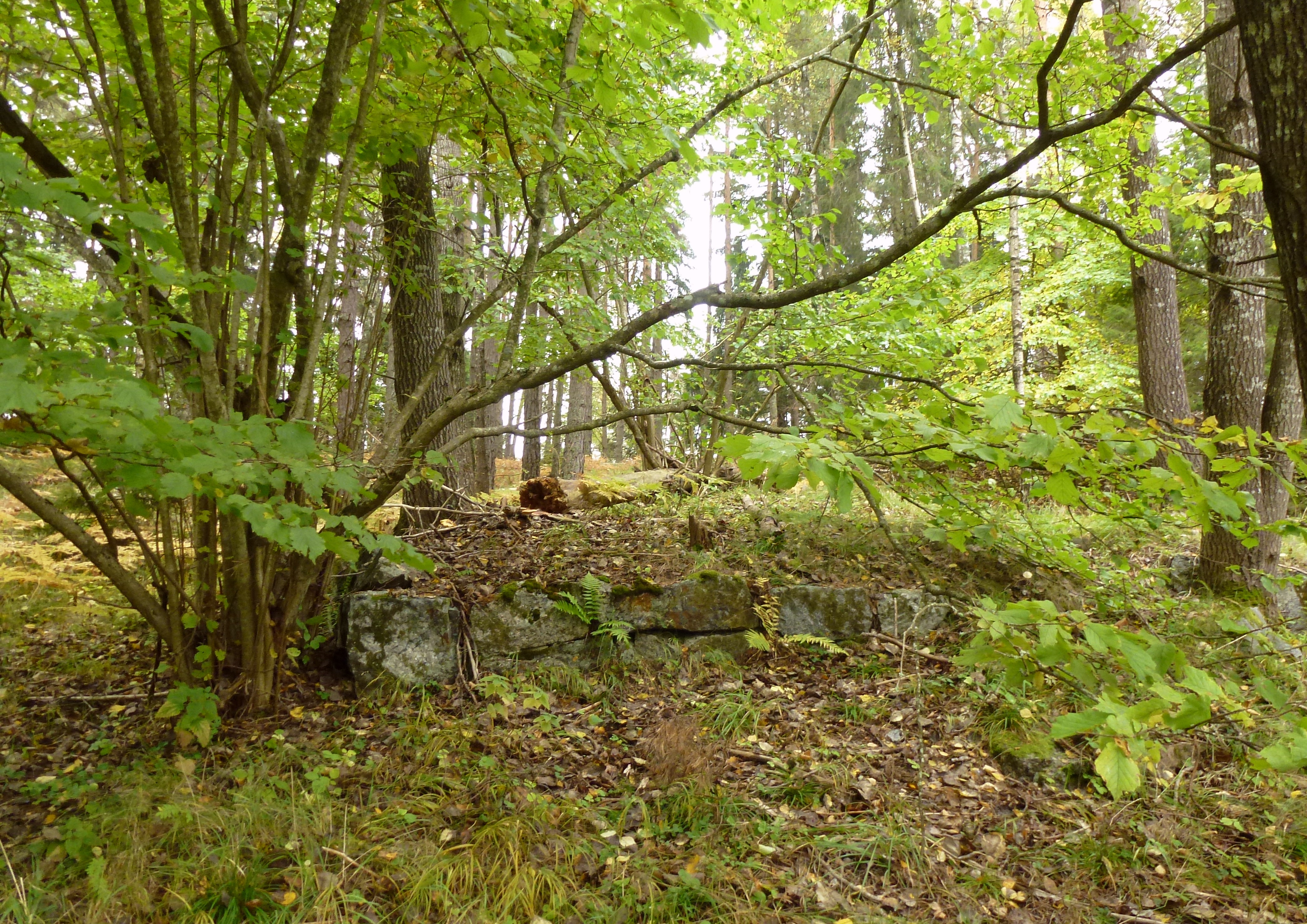
Husgrund efter torpet Fyrvälle.
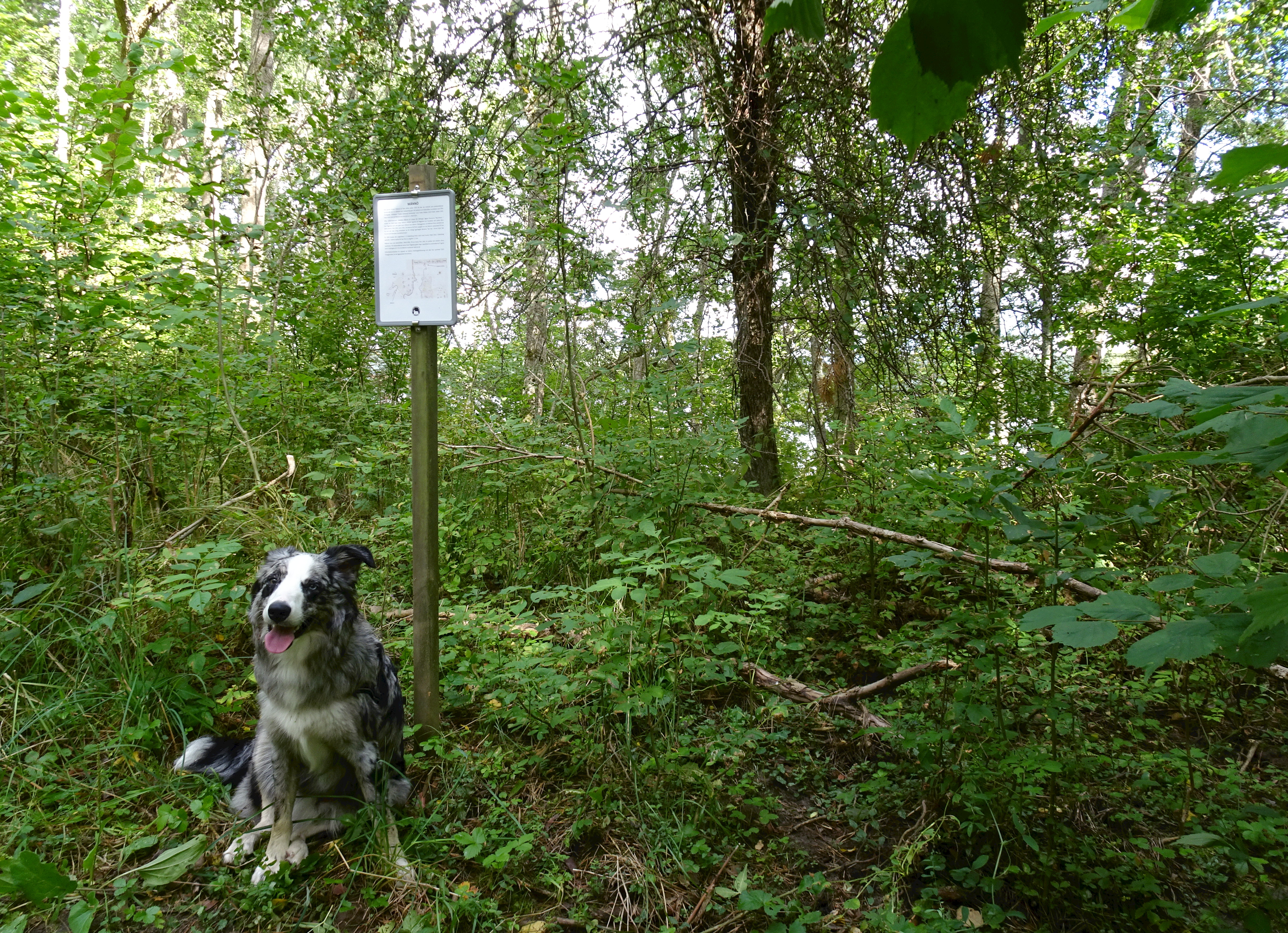
Vid torpet Männö.
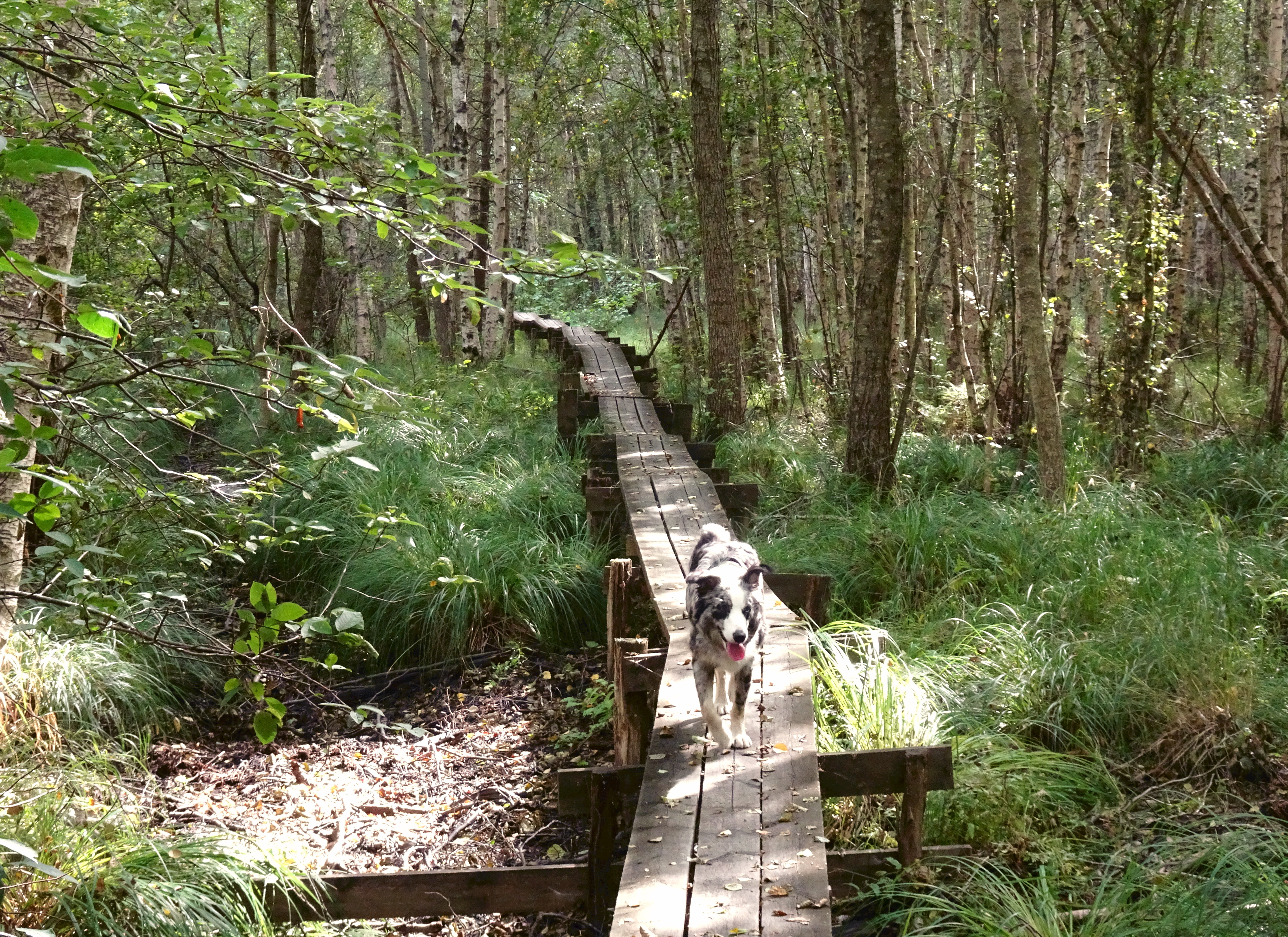
På spången över kärret.
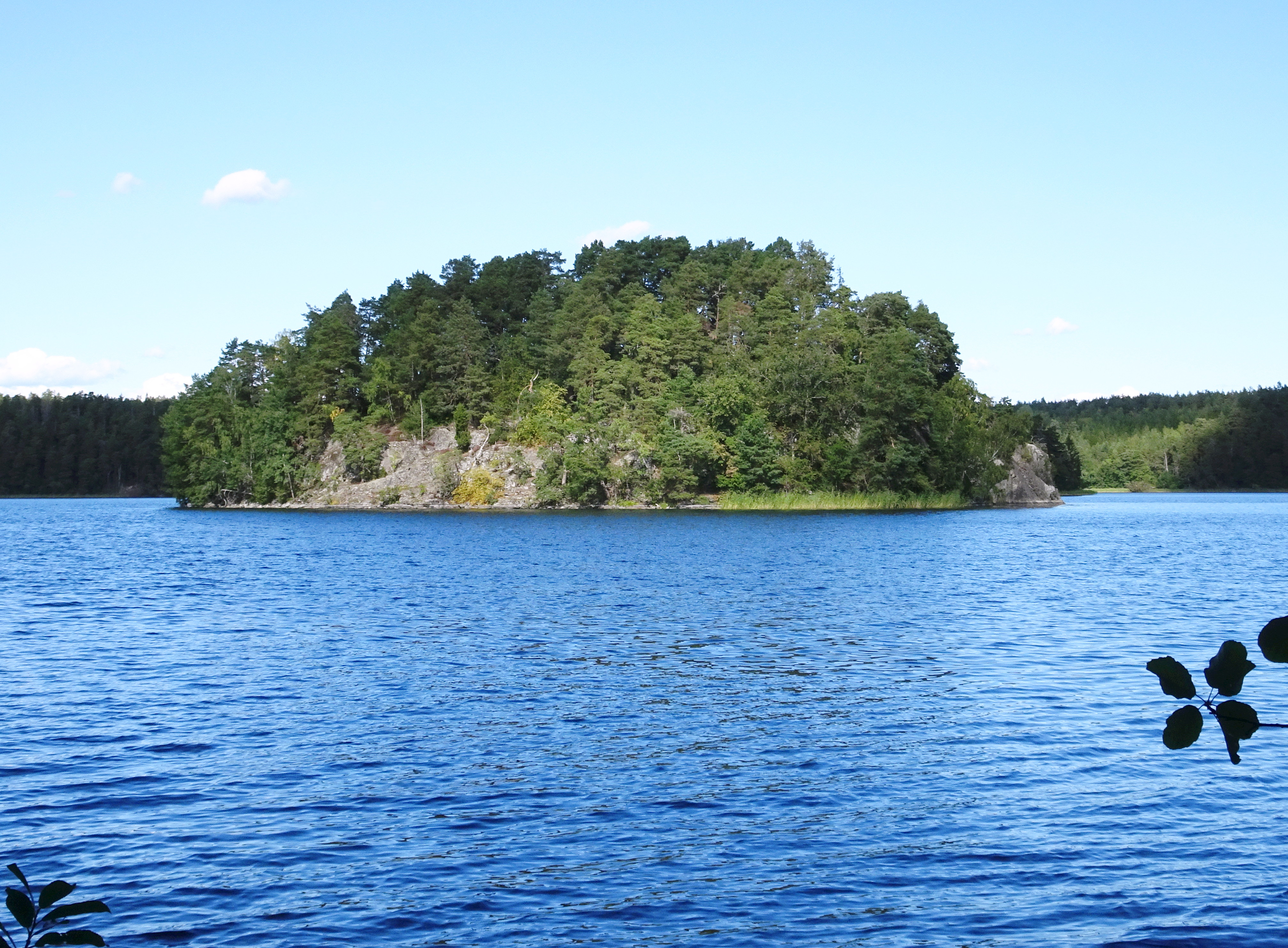
Ön Limpan utanför Mannö.

### Bilder, Männö fornborg

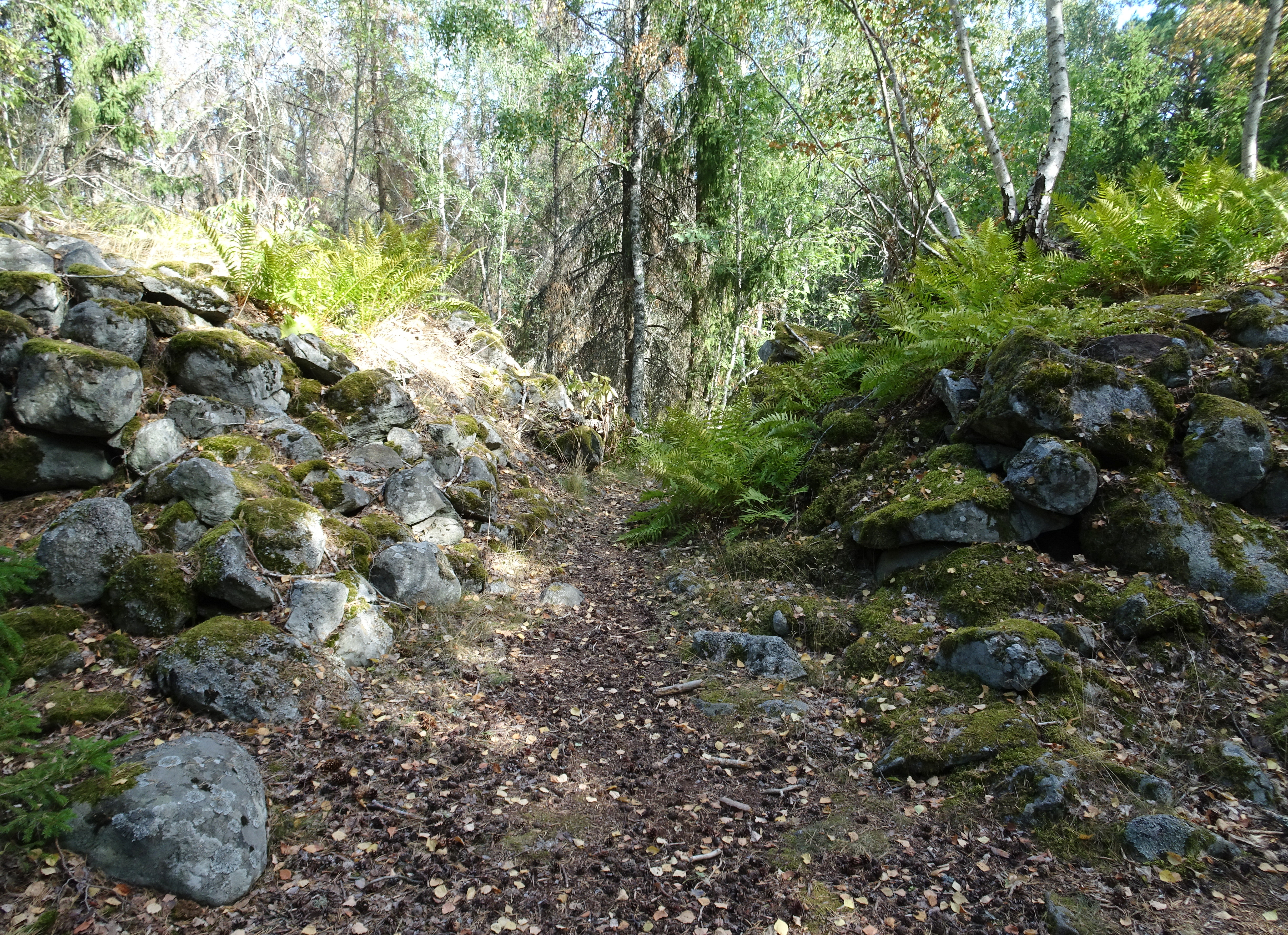
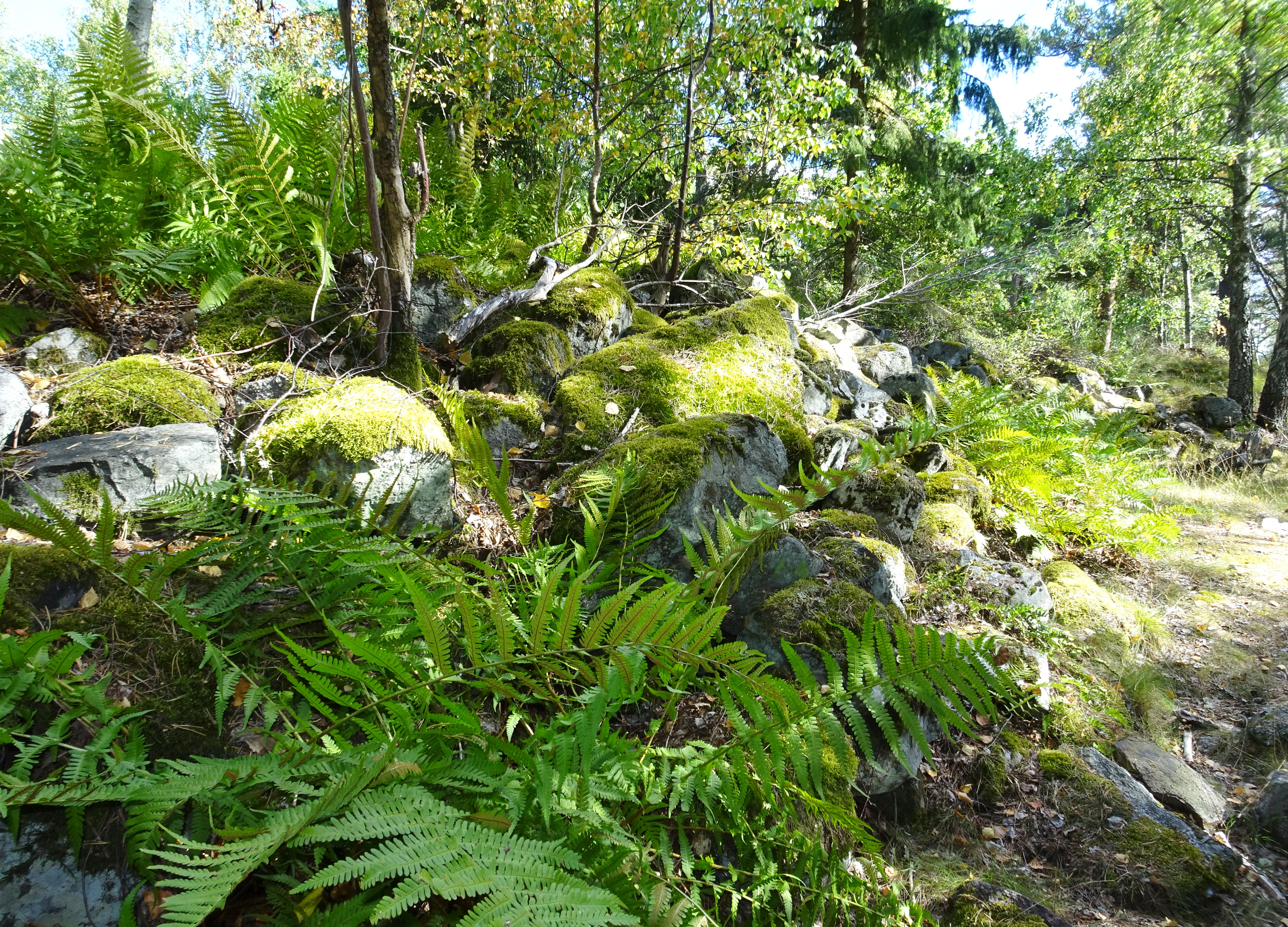
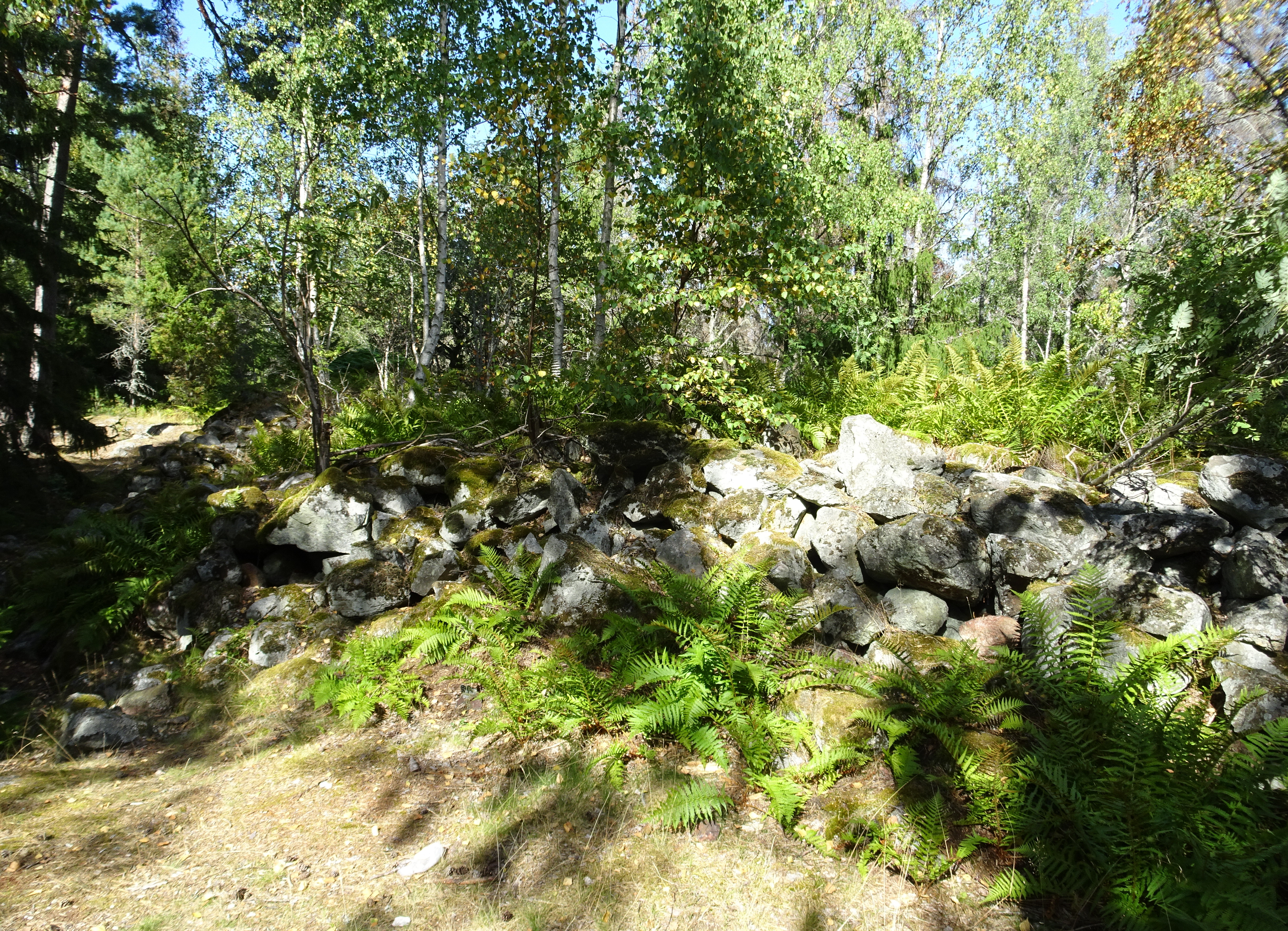
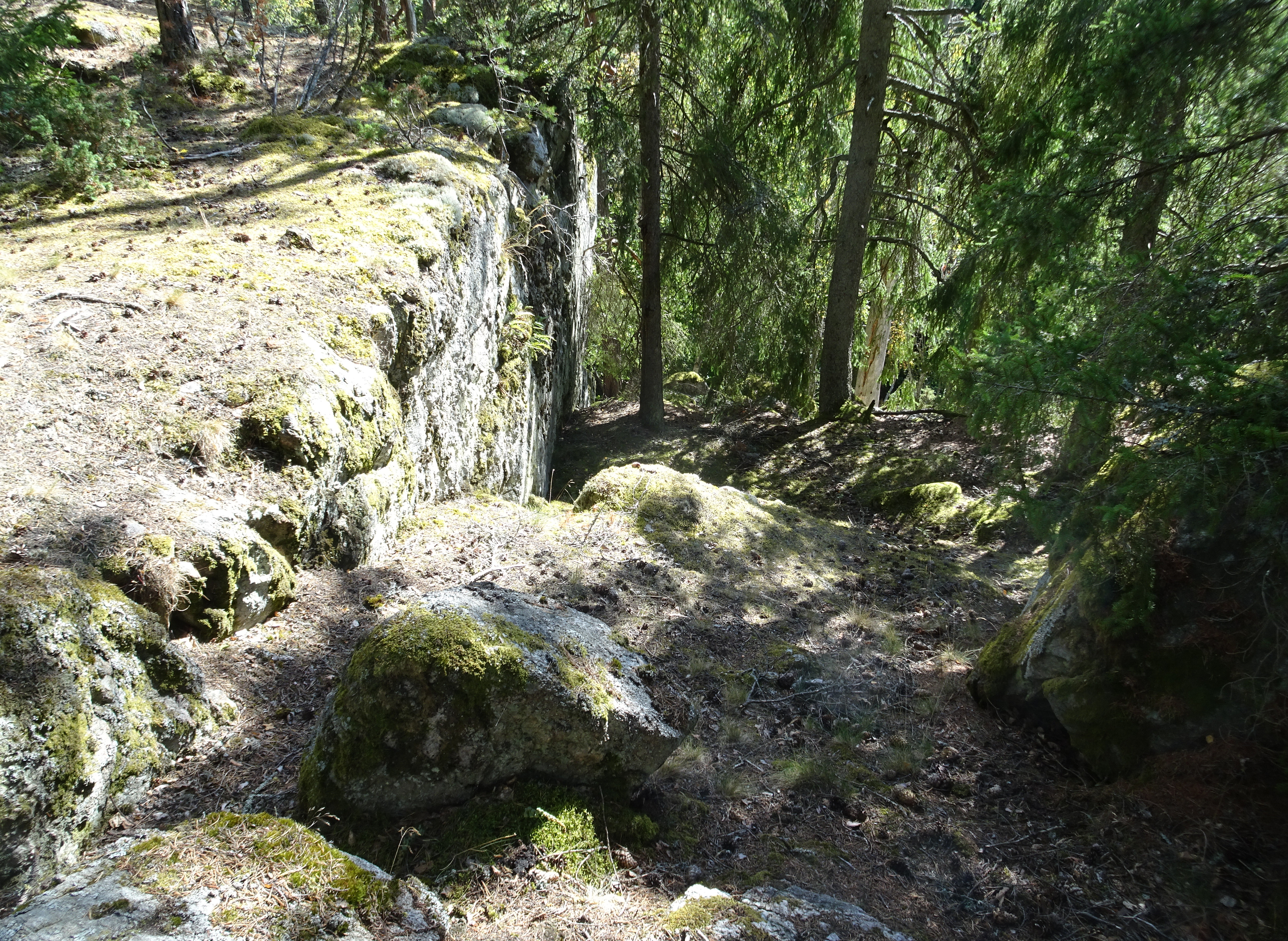

## Männö fornborg
Fornborgen, som är en boplatsborg, täcker ett område av cirka 160 × 150 meter och är belägen på ett högt berg. Mot sydväst, väst och nordväst stupar berget brant ner och mot motsatt håll finns en cirka 220 meter lång stenmur upplagd. Muren består av 0,4–1,0 meter stora, ursprungligen kallmurade stenar. Genom ras har muren fått en skenbart större höjd och bredd. Till borgens inre leder två ingångar och inom borgen finns flera husgrunder, husgrundsterrasser och ett numera nästan igenväxt vattenhål med cirka fem meter i diameter och 0,5 meter djup. Anläggningen har delvis arkeologiskt undersökts.